# أدولفو ميراندا
أدولفو ميراندا (بالإسبانية: Adolfo Miranda Araujo) (14 أكتوبر 1989 برشلونة إسبانيا - ) هو لاعب كرة قدم إسباني، يلعب كلاعب وسط، لعب 93 مباراة وسجل 14 هدف.

## مسيرته

### مسيرته مع الأندية
- 2009 - 2013 لعب مع نادي ساباديل 65 مباراة سجل خلالها 5 أهداف.
- 2013 - 2014 لعب مع نادي هويسكا 24 مباراة سجل خلالها 9 أهداف.
- 2015 - 2015 لعب مع نادي كاستييون 4 مباريات.

## روابط خارجية
- أدولفو ميراندا على موقع قاعدة بيانات كرة القدم.إي يو (الإنجليزية)
- أدولفو ميراندا على موقع Soccerway.com (الإنجليزية)
- أدولفو ميراندا على موقع AS.com (الإسبانية)